# Claude-Arnaud Rivenet
Claude-Arnaud Rivenet est un footballeur français né le 13 décembre 1972 à Lille (Nord). Il jouait au poste de milieu de terrain.

## Biographie
Il joue à Lyon, à Gueugnon puis à Troyes. 
Il est finaliste de la Coupe de France en 2001 avec Amiens.
Il s'exile par la suite en Belgique et joue à La Louvière, Mons et Courtrai.
Il termine sa carrière à Saint-Priest, en CFA.
À partir de la saison 2012/2013 il devient consultant pour OL TV.

## Carrière de joueur
- 1988-1996 :  Olympique lyonnais
- 1996-1997 :  FC Gueugnon
- 1997-1999 :  ES Troyes AC
- 1999-2001 :  Amiens SC
- 2001-2002 :  RAA Louviéroise
- 2002- décembre 2003 :  RAEC Mons
- décembre 2003-2004 :  KV Courtrai
- 2004-2005 :  AS Saint-Priest[1]

## Palmarès
- International militaire (participation à la Coupe du monde militaire en 1993)
- Finaliste de la Coupe de France 2001 avec l'Amiens SC